# Abgeordnetenhaus von Bosnien und Herzegowina
Das Abgeordnetenhaus von Bosnien und Herzegowina (Serbisch, Bosnisch: Predstavnički Dom oder Представнички Дом, Kroatisch: Zastupnički Dom) ist die Zweite Kammer der Parlamentarischen Versammlung von Bosnien und Herzegowina, des Parlaments von Bosnien und Herzegowina. Die Erste Kammer ist das Haus der Völker von Bosnien und Herzegowina.
Das Abgeordnetenhaus besteht aus 42 Abgeordneten, welche alle vier Jahre gewählt werden. Davon kommen 28 Abgeordnete aus der Föderation Bosnien und Herzegowina (FBiH) und 14 Abgeordnete aus der Republika Srpska (RS). 

## Geschichte
Der Staat Bosnien und Herzegowina ging in seiner heutigen Form aus dem Abkommen von Dayton (1995) hervor und ist laut diesem Rechtsnachfolger der Republik Bosnien und Herzegowina, die unmittelbar nach einem Referendum Anfang 1992 gegründet wurde und während des Bosnienkrieges das einzige international anerkannte von insgesamt vier Staatsgebilden auf dem Territorium Bosnien und Herzegowinas war.
Der Vertrag von Dayton beendete den Krieg im Land und schuf einen einheitlichen, jedoch stark dezentralisierten (föderalistischen) Staat. Heute besteht Bosnien und Herzegowina aus den beiden Entitäten Föderation Bosnien und Herzegowina (mehrheitlich von Bosniaken und bosnischen Kroaten bevölkert) und Republika Srpska (mehrheitlich von bosnischen Serben bevölkert). Neben den Regierungen und Parlamenten der beiden Entitäten gibt es eine gemeinsame Regierung und ein gemeinsames Parlament (Abgeordnetenhaus mit 42 Sitzen und Haus der Völker mit 15 Sitzen) für den Gesamtstaat. Die drei Volksgruppen haben je einen Vertreter in einem dreiköpfigen Staatspräsidium.
Die Parteienlandschaft von Bosnien und Herzegowina ist durch die innere Spaltung zersplittert. Während die Regierungsparteien relativ überschaubar sind, befinden sich viele unterschiedliche Parteien in der Opposition. Unter den bosniakischen Parteien ist die SDA die stärkste. Auf serbischer Seite dominiert die SNSD um Milorad Dodik, bei den Kroaten die HDZ BiH. Die stärksten multiethnischen Parteien sind die SDP und die DF. 

## Wahlergebnisse
Die letzten Parlamentswahlen vom 2. Oktober 2022 resultierten im folgenden Ergebnis:
| Parlamentswahlen (FBiH)Endergebnis %3020100 25,2 (−0,3)14,2 (−0,5)13,4 (−0,8)10,5 (+0,8)2,4 (−4,4)5,1 (+0,2)1,5 (−2,4)4,9 (+1,9)8,2 (+5,8)14,6 (−0,3) SDAHDZ BiHSDPDFSBBNSPDANEShNiPSonst.2018Anmerkungen:h Vergleichswert 2018: A-SDA | Parlamentswahlen (RS)Endergebnis %50403020100 41,1 (+2,0)18,1 (−6,2)11,8 (−0,8)3,5 (−6,8)3,7 (−1,0)4,9 (+0,4)5,3 (n. k.)4,9 (n. k.)3,9 (n. k.)1,9 (−1,2) SNSDSDSPDPDNSSPSDAZPiRDEMOSUSSonst.2018 |